# Automóvil de reconocimiento ligero Humber
El automóvil de reconocimiento ligero Humber, también conocido como Humberette o Ironside, era un automóvil blindado británico empleado durante la Segunda Guerra Mundial.

## Diseño
Producido por el Grupo Rootes, el automóvil de reconocimiento ligero Humber era un automóvil blindado que empleaba el chasis del Humber Super Snipe (al igual que el Utilitario Pesado Humber 4 x 4). Estaba equipado con una radio No. 19. Se produjeron más de 3.600 unidades desde 1940 hasta 1943.

## Historial de combate
El vehículo fue empleado por los regimientos de reconocimiento de infantería y el Regimiento de la RAF en Túnez, Italia y Europa occidental. Después de la guerra, algunos vehículos continuaron en servicio con unidades británicas en la India y el Lejano Oriente. El ARL Humber fue ampliamente utilizado por el Reconnaissance Corps y también por el escuadrón de reconocimiento de la Primera Brigada Blindada Checoslovaca.
Tres ARL Humber Mk I fueron modificados para ser empleados por la familia real británica y los ministros del Gabinete, siendo conocidos como "Special Ironside Saloon".  

## Variantes
- Mk I

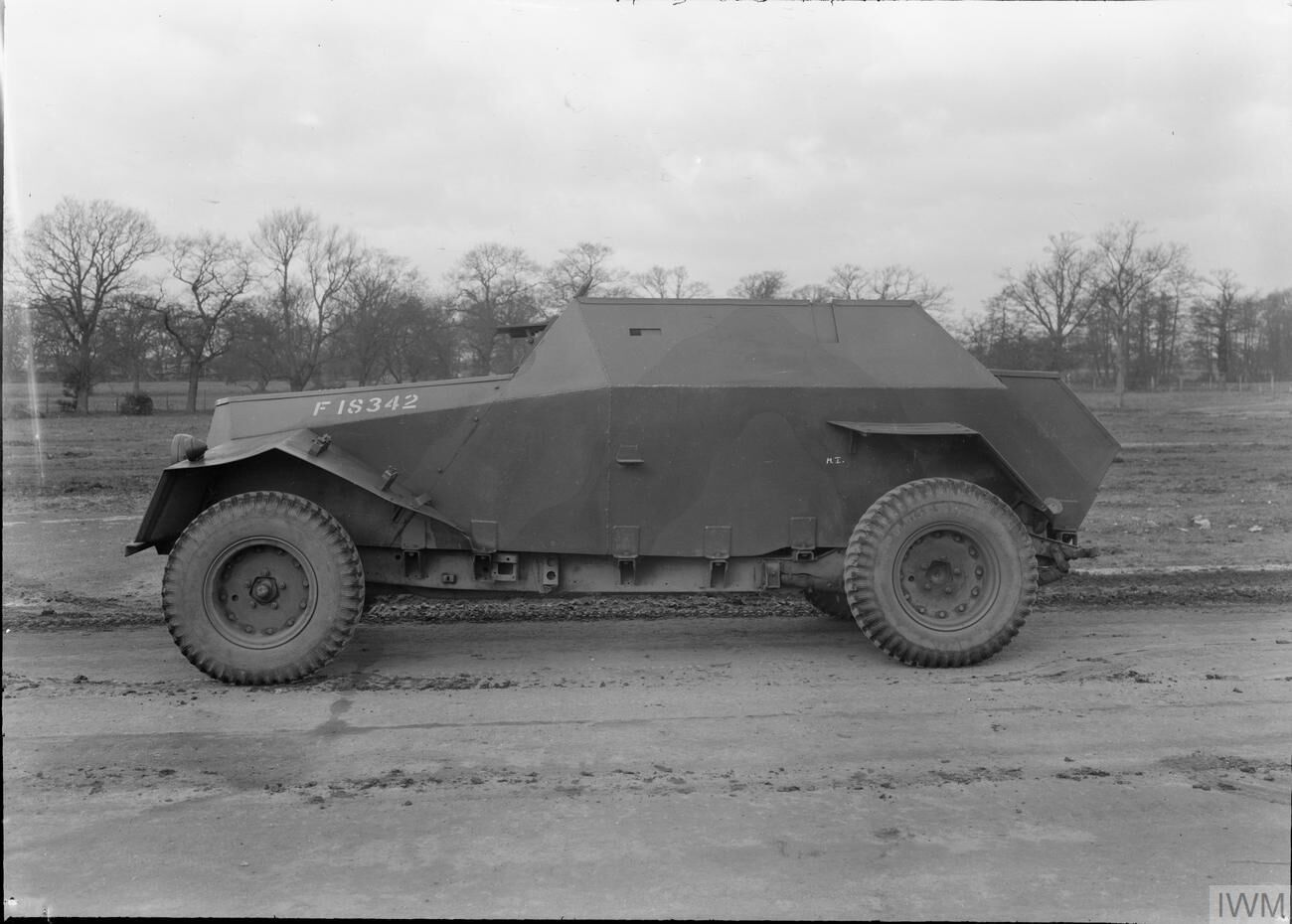
Un ARL Humber Mk I.

La versión original con carrocería sin techo y transmisión 4x2. Tenía un blindaje de 10 mm de espesor al frente y de 7-9 mm a los lados. Su armamento era un fusil antitanque Boys y una ametralladora ligera Bren. Solamente se fabricaron unos cuantos Mk I antes de ser reemplazados por el Mk II.
- Mk II

El Mk II estaba techado y tenía una torreta para la ametralladora, pero conservaba la transmisión 4x2 del Mk I. El fusil antitanque Boys iba montado dentro de la carrocería. Con el mismo blindaje del Mk I, el techo tenía un espesor de 7 mm y la torreta tenía un espesor de 6 mm.
- Mk III (1941)

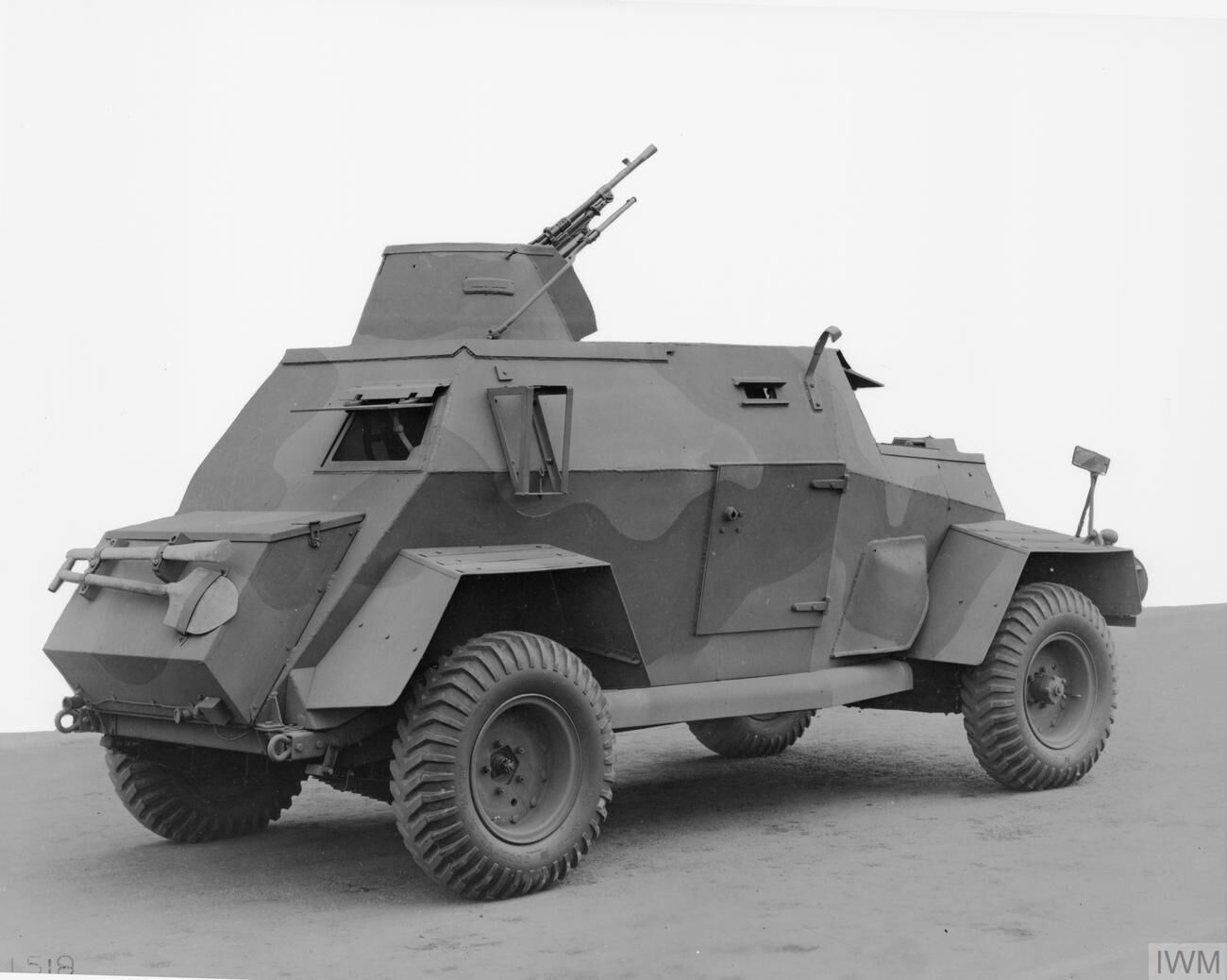
Un ARL Humber Mk III.

El Mk III era externamente similar al Mk II, pero tenía transmisión 4x4. Su producción empezó a fines de 1941.
- Mk IIIA (1943)

La única diferencia respecto al Mk III eran sus visores adicionales en los ángulos frontales de la carrocería. El blindaje frontal tenía un espesor de 12 mm, el lateral era de 8 mm, el del techo era de 7 mm y el de la torreta de 6 mm.
- Ironside Special Saloon

Construido para ser empleado por autoridades, la carrocería hecha por Thrupp & Maberly incluía un interior relativamente lujoso que estaba dividido por un tabique de Perspex para separar al conductor de los pasajeros. Para facilitar el ingreso y la salida de los pasajeros se instaló una puerta lateral, con el tabique dividido en dos partes y montado sobre rieles instalados en los asientos delanteros: al deslizar ambas partes hacia el lado del conductor (derecha), se podía plegar el asiento del copiloto (izquierda) para facilitar la salida. Dos Ironside Special Saloon fueron empleados por los ministros del Gabinete y los miembros de la familia real, mientras que otros seis que no tenían el tabique de Perspex fueron empleados como automóviles de mando.
En total se fabricaron 3600 automóviles de reconocimiento ligero Humber (incluyendo a los Ironside Special Saloon), con los Mk III y Mk IIIA siendo los más empleados en combate por el Reconnaissance Corps y con muchos de estos siendo empleados en ultramar por el Regimiento de la RAF para defensa de aeródromos.

## Ejemplares sobrevivientes
Varios ARL Humber se encuentran en museos:
- Museo de la Caballería holandesa
- Real Museo de las Fuerzas Armadas y de historia militar, Bruselas, Bélgica
- El Museo de la RAF de Londres tiene un ARL Humber Mk IIIA.
- El Museo de guerra de Overloon tiene la carrocería de un ARL Humber.
- La Academia Militar de Trimulgherry tiene un ARL Humber frente a su puerta.
- El 43rd Reconnaissance Regiment Living History Group del Reino Unido emplea una réplica basada en el chasis de un ARL Humber Mk IIIA.

En la República Checa, una réplica es propiedad de un particular.

## Galería

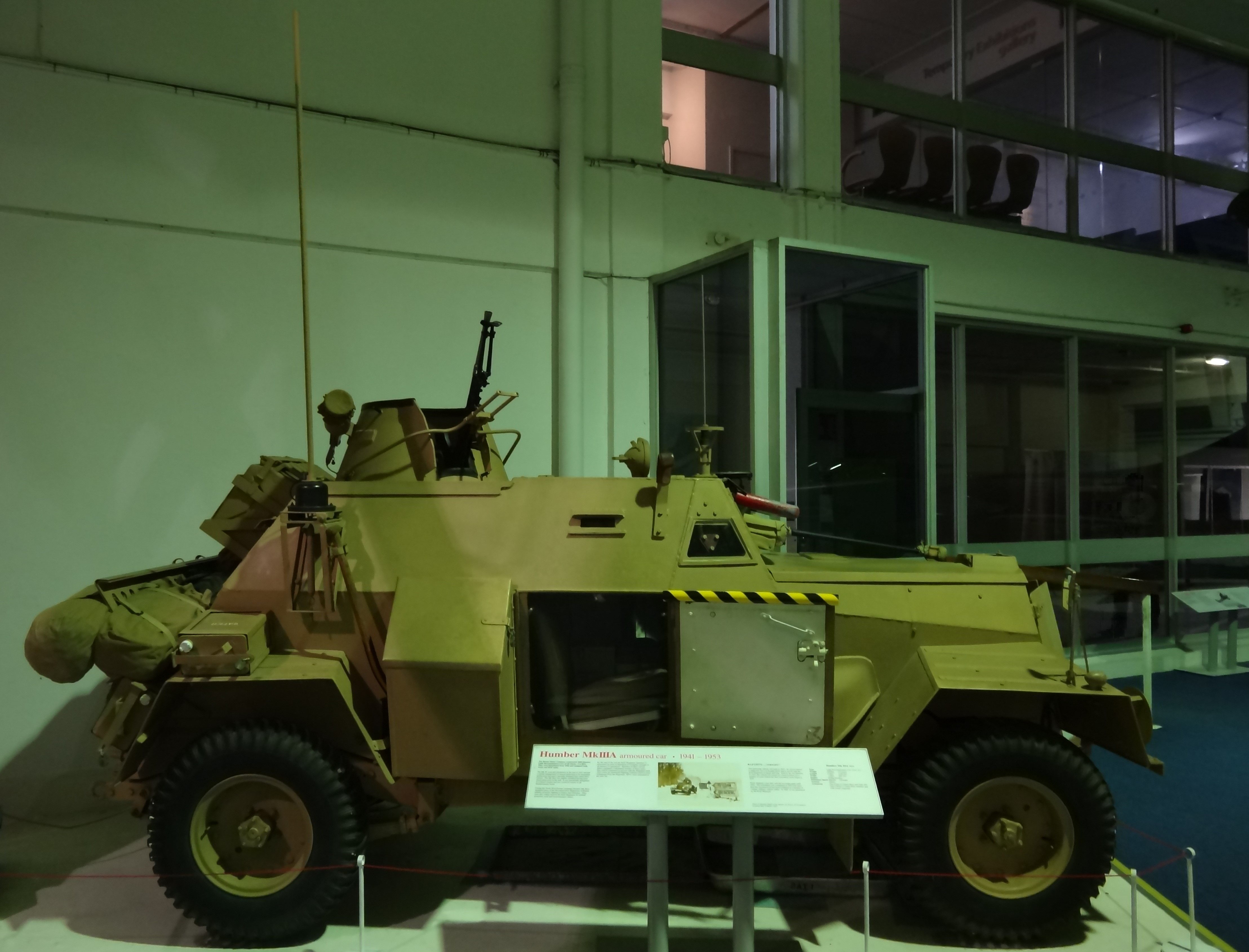
Vista de perfil del Humber Mk IIIA del Museo de la RAF.
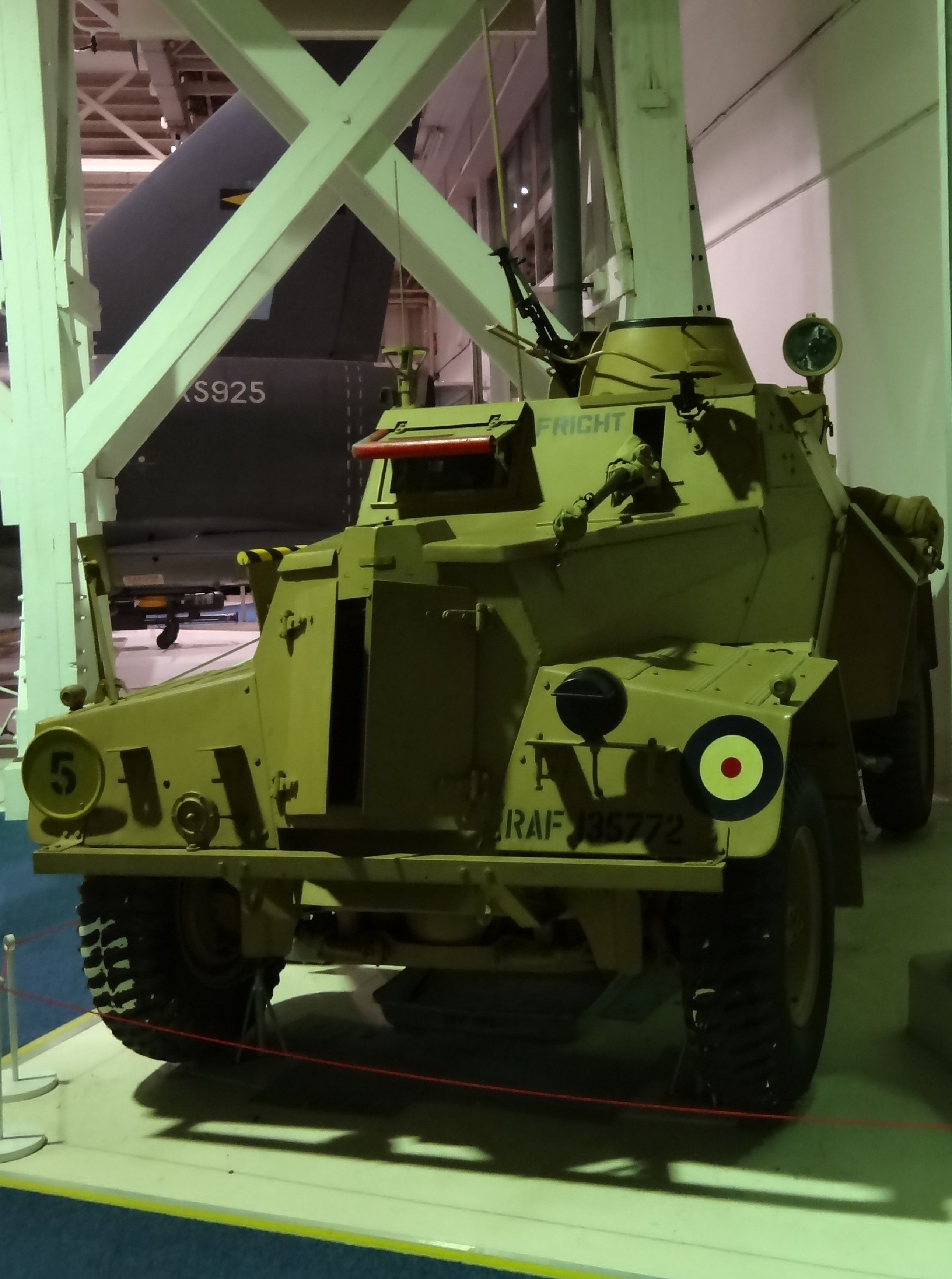
Vista frontal del Humber Mk IIIA del Museo de la RAF.
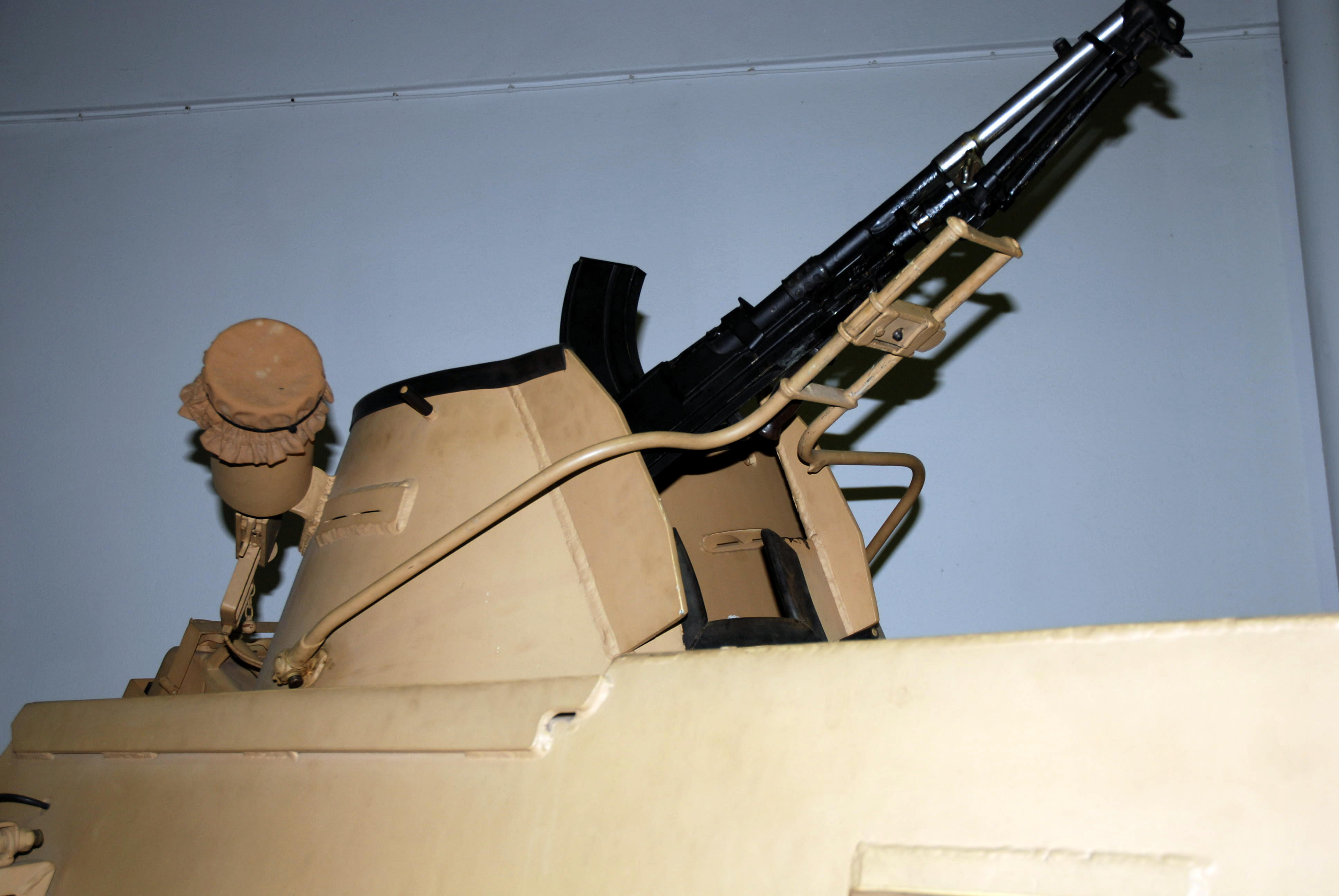
Detalle de la torreta del Humber Mk IIIA del Museo de la RAF.